# Gyöngyöstarján
Gyöngyöstarján község Heves vármegye Gyöngyösi járásában.

## Fekvése
A Mátra déli oldalán, a Tarján-patak völgyében helyezkedik el, Gyöngyöstől 6 km-re északnyugatra, valamint Budapest fővárostól mintegy 90 km-re északkeletre.
A szomszédos települések: északkelet felől Gyöngyösoroszi, kelet felől Gyöngyössolymos, délkelet felől Gyöngyös, dél felől Nagyréde, nyugat felől Gyöngyöspata, északnyugat felől pedig Mátrakeresztes (Pásztó része).

### Megközelítése
Csak közúton közelíthető meg, Gyöngyös vagy Gyöngyöspata érintésével, a 2406-os úton. Ez az út pár száz méterre délre halad el a lakott területétől, központján csak az abból kiágazó (és kevéssel arrébb ugyanabba visszatorkolló) 24 138-as számú mellékút vezet keresztül. Határszélét északon érinti még a 24 137-es út is. Legközelebbi vasútállomása Gyöngyösön található.

## Története
A település első írásos említése 1275-ben történik kettős, Tharian Maior és Minor néven. 1451 és 1560 között mezőváros. A török hódoltság idején veszítette el ezt a rangját. Nem néptelenedett el a falu, a lakosság sziklába vájt pincékben rejtőzött el a török elől. Egy tűzvész pusztította el 1596-ban. Az 1600-as évek végére indult fejlődésnek újra.

## Közélete

### Polgármesterei
- 1990–1994: Szamosvölgyi Péter (független)[2]
- 1994–1998: Szamosvölgyi Péter (független)[3]
- 1998–2002: Szamosvölgyi Péter (független)[4]
- 2002–2006: Szamosvölgyi Péter (független)[5]
- 2006–2010: Nagy Károly (független)[6]
- 2010–2014: Nagy Károly (független)[7]
- 2014–2019: Nagy Károly Mihály (független)[8]
- 2019–2024: Kiss Viktor (független)[9]
- 2024– : Kiss Viktor (független)[10]

Gyöngyöstarján vezetői közül Szamosvölgyi Péter 28 éven állt a község élén, mivel már a rendszerváltás előtti időszakban, 1978-tól 1990-ig is ő vezette a települést, tanácselnökként.

## Népesség
A település népességének változása:
| Lakosok száma | 2418 | 2413 | 2372 | 2330 | 2222 | 2181 | 2163 |
|               | 2013 | 2014 | 2015 | 2021 | 2022 | 2023 | 2024 |

2001-ben a település lakosságának 99%-a magyar, 1%-a cigány nemzetiségűnek vallotta magát.
A 2011-es népszámlálás során a lakosok 88,9%-a magyarnak, 0,2% bolgárnak, 0,5% cigánynak mondta magát (11,1% nem nyilatkozott; a kettős identitások miatt a végösszeg nagyobb lehet 100%-nál). A vallási megoszlás a következő volt: római katolikus 64,2%, református 1,9%, evangélikus 0,7%, görögkatolikus 0,3%, felekezeten kívüli 9,9% (22,3% nem nyilatkozott).
2022-ben a lakosság 91,9%-a vallotta magát magyarnak, 0,3% szlováknak, 0,3% németnek, 0,1-0,1% cigánynak, románnak és lengyelnek, 2,2% egyéb, nem hazai nemzetiségűnek (8% nem nyilatkozott; a kettős identitások miatt a végösszeg nagyobb lehet 100%-nál). Vallásuk szerint 47,8% volt római katolikus, 2,7% református, 0,7% görög katolikus, 0,3% evangélikus, 0,1% ortodox, 1,9% egyéb keresztény, 0,5% egyéb katolikus, 8,7% felekezeten kívüli (37,1% nem válaszolt).

## Nevezetességei
- Borhy-kastély 1926-ban épült, romantikus stílusú, ma kastélyszállóként működik.
- Haller-pince. 1736 és 1746 között készült.
- Római katolikus templom. 1747 és 1753 között épült barokk stílusban. Egyhajós, homlokzati, fehér számlapos órával ellátott  tornyos, félköríves szentélyzáródású, a szentély felől kontyolt nyeregtetős keletelt templom. A szentély északi oldalán kétszintes, kontyolt tetős sekrestye, a déli oldalon földszintes, kontyolt tetős bővítmény látható.
- Világosvár. Elpusztult Árpád-kori vár a közeli Világos-tetőn.
- Falumúzeum 2008-ban nyitotta meg kapuit az egykori tanítóházban, benne a falu néprajzi tárlatok láthatók. A múzeum udvarán régi használati eszközök mellett, ún. Fészerszínház épülete áll, amely lakossági közadakozásból épült 2011-13 között. A Falumúzeum kertjében az Életfa emlékművet 2019 Húsvét vasárnapján avatták fel. Az emlékmű tábláin az újonnan született gyermekek neve olvasható.
- A közelmúltban Információs táblákat avattak fel, amelyek Gyöngyöstarján nevezetességeiről, illetve a régi épületek (pl. régi iskola), építmények (pl. Gyümölcsátvevő csarnok) helyéről írnak.
- Útmenti keresztek Gyöngyöstarján több pontján.
- Vérszilva fasor a nagy bekötőúton (helyi értelemben Kiscsinált úton) Gyöngyös felől.
- Népi építkezésekből fennmaradt lakóházak.
- Almássy-Jean Perry kastély Fajzatpusztán: A földszintes kastély 1773-ban építtette klasszicizáló stílusban az első birtokosa Almássy Pál. Ebben a kastélyban élt a francia származású Jean Perry is, akit "Kis francia" néven említenek a gyöngyöstarjániak.

## Hírességek Gyöngyöstarjánból
- Adorján József gazdálkodó, kisgazda nemzetgyűlési, illetve országgyűlési képviselő (1945–1949)
- Szőke Mátyás - 2017-ben az "Év bortermelője Magyarországon", az Év borásza díj birtokosa
- Gyöngyösi Kiss Anna - magyarnóta-énekesnő
- Székely Lilla - úszó, a 2013-as kolumbiai világjátékok aranyérmese 100 méteres uszonyos úszásban
- Dr. Lipovszkyné Molnár Zsuzsanna - iparművésznő
- Murányi Lajos - asztronómus
- Gyöngyöstarjáni Pávakör - a palóc népdalkincs, kultúra kiemelt támogatója,[14] többszörös Aranypáva és Kóta-díjas népdalkör.
- Menus Borbála - nyelvész, írónő, aki közelmúltban írta meg a Nyelvében is él a község című könyvet, amely a faluközösség néprajzát, nyelvi sajátosságát mutatja be.

## Rendezvények
- A Mátra 115 teljesítménytúra célállomása
- Luca-Nap
- Szüretkezdő Fesztivál
- Muzsikál az erdő
- Nyitott Pincék napja
- Húsvétolás

## Testvértelepülések
- Geisingen, Németországban[15]
- Nagygalambfalva, Erdély, Románia